# Подсусед-Врапче
Подсусед-Врапче (хорв. Podsused – Vrapče) — міська самоврядна одиниця Загреба, столиці Хорватії. 

## Загальний огляд
Міський район (хорв. gradska četvrt) Подсусед-Врапче засновано 14 грудня 1999 згідно зі Статутом Загреба в рамках самоорганізації міста. Він має виборну раду та ділиться на 7 дрібніших самоврядних адміністративних одиниць – місцевих комітетів: Гайнице, Горнє Врапче, Горній Стенєвець, Перявиця-Борчець, Подсусед, Стенєвець-Північ, Врапче-Центр. 
За даними перепису 2011, район налічує 45 759 жителів, а його площа становить 36,188 км2.
Район Подсусед-Врапче охоплює північно-західну частину столиці, межуючи на сході та півдні з міськими районами Чрномерець, Стенєвець і Новий Загреб-Захід, на південному заході — по Саві — з громадою Света Неделя, а на заході — по річці Крапина — з містом Запрешич.
Південна, більша частина території району урбанізована, а горбиста, північна частина зберегла деякі сільські ознаки.